# Quốc huy Campuchia
Biểu tượng hoàng gia của Campuchia là biểu tượng thể hiện quân chủ tại Campuchia. Nó tồn tại từ khi thành lập Vương quốc Campuchia độc lập năm 1953. Nó được biểu trưng như là lá cờ của Hoàng gia, và biểu tượng của Quốc vương Campuchia.

## Lịch sử
Biểu tượng bị xóa bỏ dưới thời Cộng hòa Khmer (1970-1975). Nó được khôi phục lại vào năm 1993 dưới triều vua Norodom Sihanouk.
Các biểu tượng khác được sử dụng dưới thời kỳ: Campuchia Dân chủ (1975-1979), Cộng hòa Nhân dân Campuchia (1979–1989), và Nhà nước Campuchia (1989–1993), Cơ quan chuyển tiếp Liên Hợp Quốc tại Campuchia (1992-1993).
| Hình ảnh | Nhà nước | Sử dụng    |
| -------- | --- | ---------- |
|          | Campuchia thuộc Pháp (1863-1941) Campuchia thuộc Nhật (1941-1945) Vương quốc Campuchia (1945-1953) Vương quốc Campuchia (1953-1970) | 1935-1970  |
|          | Cộng hòa Khmer | 1970–1975  |
|          | Campuchia Dân chủ | 1975-1979  |
|          | Cộng hòa Nhân dân Campuchia | 1979-1981  |
|          | Cộng hòa Nhân dân Campuchia | 1981-1989  |
|          | Nhà nước Campuchia | 1989-1991  |
|          | Liên minh chính phủ Campuchia Dân chủ                                                                                               | 1982-1992  |
|          | Cơ quan chuyển tiếp Liên Hợp Quốc tại Campuchia                                                                                     | 1992 -1993 |
|          | Vương quốc Campuchia | 1993-nay   |